# Štajerska varda
Štajerska varda je slovenska paravojaška skupina, ki jo vodi Andrej Šiško. Obstoj Štajerske varde je postal javno znan septembra 2018 po tem, ko so se na spletu pojavile slike in posnetki zborovanja varde. Proti paravojaški skupini je bila nemudoma sprožena policijska preiskava, Šiško pa je bil skupaj s še eno osebo zaradi dejanj, povezanih z vardo, kasneje obsojen na zaporno kazen.
Šiško je leta 2018 naznanil načrte ustanavljanja posameznih vard še na območju preostalih štirih slovenskih zgodovinskih dežel, torej še na Kranjskem, Koroškem, v Prekmurju in na Primorskem. Pripadniki posameznih vard se združujejo v okviru t.i. Slovenske varde. Pripadniki vard na različnih krajih po Sloveniji organizirajo zborovanja in treninge, ob meji pa izvajajo nadzor nad nezakonitimi prehodi meje.
Obstoj in delovanje vard je obsodilo več politikov in uradnikov tako na lokalni kot državni ravni; več občin je izrazilo nasprotovanje prisotnosti vardistov na območju občin, državni zbor pa je septembra 2020 sprejel zakonske spremembe, ki olajšujejo sankcioniranje vard in podobnih paravojaških formacij.

## Ozadje
Andrej Šiško je obrobni skrajno desni politik, ki je na predsedniških volitvah leta 2017 nastopil kot predsedniški kandidat in osvojil 2,2 % glasov. Njegova stranka Gibanje Zedinjena Slovenija je na slovenskih parlamentarnih volitvah leta 2018 zbrala 0,6 % glasov. Ob napovedi kandidature svoje stranke na parlamentarnih volitvah leta 2018 je Šiško izjavil: »Na volitvah bomo nastopili iz enega samega razloga: ker je to edini in zadnji poskus, to govorim odgovorno, da rešimo državo po mirni poti. Če niti na državnozborskih volitvah to ne bo uspelo, bomo imeli v tej državi vojno.«
Šiško, nekdanji vodja mariborske navijaške skupine Viole, je prav tako več kot desetletje in pol vodil ultrapatriotsko društvo Hervardi. Hervardi je bila prevladujoča ultranacionalistična oz. tradicionalistična organizacija v Mariboru. Društvo Hervardi je bilo poimenovano po vojaški straži staroslovanske Karantanije. Šiško je med kratkotrajno slovensko osamosvojitveno vojno v zgodnjih devetdesetih letih že poveljeval prostovoljni milici. Hervardi je v preteklosti organiziral tudi redna srečanja, na katerih so člani v oblečenih polujemajočih se oblačilih (ujemajoče se majice in bejzbolske kape z všitimi grbi, mnogi pa tudi v kamuflažnih hlačah) sodelovali v skupinskih dejavnostih, ki so vključevale dviganje zastav in paintball turnirje. Hervardi so tudi organizirali paravojaška usposabljanja. Kot je leta 2011 zapisal novinar »so Hervardi sicer znani tudi po tem, da organizirajo kampiranje v gozdu z namenom vojaškega usposabljanja«. Šiško je v preteklosti odslužil dveletno zaporno kazen zaradi poskusa umora z avtomobilsko bombo.
Po Šiškovih besedah je bil 24. junija 2017 eden od ustanoviteljev t.i. dežele Štajerske. Štajerska varda naj bi bila ustanovljena kot oborožena sila dežele Štajerske, saj, po Šiškovih besedah "[...] mora imeti svoje ozemlje pod nadzorom, mora biti sposobna zavarovati svoje meje". Šiško je navedel, da služi kot "vojvoda" "svobodne" dežele Štajerske, kot tudi poveljnik Štajerske varde.

## Zgodovina

### Javno razkritje zborovanja septembra 2018
V začetku septembra 2018 so se na družabnih omrežjih pojavile fotografije in video posnetki zamaskiranih moških – nekateri med njimi oboroženi z različnim orožjem – ki so stali v vojaški formaciji. Trditve uporabnika, ki je objavil posnetek, da gre za slovensko skupino, so sprva naletele na dvome in skepticizem ter porajale ugibanja, da gre za fotografije ruskih ali drugih tujih paravojsk. Verodostojnost slik je kmalu za tem potrdil slovenski politik Andrej Šiško, ki ga je bilo na slikah mogoče videti kot vodjo paravojaške formacije.
Slike in video posnetki so prikazovali približno 70 zamaskiranih posameznikov v črnih balakah in majicah voješko-zelene barve, v katerih je bil všit grb. Mnogi so bili oblečeni tudi v kamuflažne hlače. Nekateri prisotni so držali sekire in strelno orožje, vključno z jurišno puško Zastava M70 (posedovanje takšnega vojaškega orožja s strani civilistov je po slovenski zakonodaji v vseh okoliščinah nezakonito). Edini od množice, ki na sliki ni imel zakritega obraza, je bil Šiško, ki je nosil svojo razpoznavno živo rdečo kapo.
Javna razprava in odzivi
Šiško je potrdil, da je vodja paravojaške skupine, t.i. Štajerske varde. Šiško je povedal, da je bila varda ustanovljena več kot leto poprej, da ni povezana s politično stranko, ki jo vodi, in da šteje več sto članov. Izjavil je, da člani orožja ne hranijo doma, vendar da se skupina ne bo pustila mirno razorožiti. Šiško je priznal, da je posedovanje orožja po slovenski zakonodaji (ki je ne priznava) nezakonito in nošenje orožja opravičil na podlagi "naravnega prava". Proglasil je tudi namero ustanovitve podobnih paravojaških enot v drugih regijah države, in da bo lahko njihovih pripadnikov kmalu že več tisoč, takrat pa da se lahko stanje poslabša, če mu ne bo prisluhnjeno.
Šiško je dejal, da naj bi bil namen varde »vzdrževati red in mir ter nadzorovati meje« in da se bo odzivala na »neposredne grožnje naši regiji, domovini in narodu«. Izrazil je pripravljenost za sodelovanje z relevantnimi državnimi organi, vendar je zagrozil z nasilnim odporom, če bi jih preganjali.
Številni visoki vladni predstavniki (med njimi premier Šarec, notranja ministrica Györkös Žnidar, nekdanji premier Cerar in predsednik Pahor), politične stranke ter veteranska in domoljubna združenja so paravojaško skupino nemudoma ostro obsodili. Obsežna policijska preiskava skupine je bila 4. septembra že v teku. Šiško se je na novico odzval, češ da ima vire v policiji in da je velik del policije in obveščevalnih služb na njegovi strani. Zatrdil je tudi, da se skupina že več kot leto dni usposablja, vadili pa naj bi jo jo nekdanji vojaški uradniki. Trdil je tudi, da so bili v vardi tudi veterani, ki so se bojevali »od Afganistana do Ukrajine in drugje«.
Policijska preiskava in obsodba
Približno 40 preiskovalcev je opravilo pet hišnih preiskav, 6. septembra pa je bil v zvezi z zadevo aretiran Šiško in še ena oseba. Policija je ugotovila, da se je 1. septembra dogodka varde udeležilo 58 oseb, pri čemer ni bilo dokazov, da bi se dogodka udeležilo aktivno policijsko ali vojaško osebje. Eden od prijetih osumljencev je dejal, da je »to vlado treba zrušiti, onemogočiti« in pozval udeležence shoda, naj strmoglavijo nekatere najvišje vladne uradnike. Osumljenci so bili osumljeni spodbujanja nasilne spremembe ustavnega redain nedovoljene trgovine z orožjem in mamili (med preiskavami je bilo najdene tudi približno kilogram konoplje). Policija je tudi navedla, da so organizatorji udeležence zavedli glede narave zborovanja (kar je postalo jasno šele po pričetku shoda) in pozvala vse prisotne, naj se policiji javijo. Šiška ter še enega udeleženca je marca 2019 obsodilo nižje sodišče.
Šiško je bil marca 2019 obsojen na 8-mesečno zaporno kazen zaradi ščuvanja k nasilni spremembi ustavne ureditve in pozivanja k strmoglavljenju najvišjih državnih organov. Večino kazni je Šiško odslužil s priporom, iz katerega je bil nato ob izreku sodbe izpuščen dokler sodba ni postala pravnomočna. Šiško in njegova zagovornica sta ob izpustitvi menila, da mu preostanka kazni ne bo potrebno odslužiti. V začetku decembra 2019 je sodišče Šiška pozvalo, naj se zglasi v zaporu za pričetek prestajanja zaporne kazni. Šiško se na poziv ni odzval, saj da je bil ta nepravilno vročen. Šiško je prav tako vložil prošnjo za preložitev prestajanja kazni, ki pa je sodišče ni ugodilo. Proti Šišku je bila 19. decembra razglašena tiralica. Šiško je bil prijet januarja 2020 na spominski slovesnosti ob obletnici poslednjega boja Pohorskega Bataljona, ki se ga je udeležil še z nekaterimi člani Štajerske varde. Slovesnosti so se udeležili tudi nekateri visoki državni uradniki. Šiška naj bi aretiral policist v civilu med tem, ko je Šiško poskušal priti do predsednika Boruta Pahorja. Šiško je prestajanje zaporne kazni zaključil mesec kasneje. Pred vrati zapora ga je pričakalo okoli 50 podpornikov. Med prestajanjem kazni je bila Šišku naložena tudi denarna kazen v višini več kot 10.000 € zaradi prisilne privedbe v zapor in nošenja simbola panterja na oblačilih. Med prestajanjem zaporne kazni je Šiško spisal knjigo Zedinjena slovenska varda, v kateri na 400 straneh utemelji kontekst, strukturo, delovanje in cilje vard.
Objava videoposnetkov med kampanjo za volitve v Evropski parlament
Kakšna dva meseca po obsodbi Šiška in le nekaj dni pred volitvami v Evropski parlament leta 2019 je Šiško oz. njegova njegova stranka objavila predvolilni video, ki je prikazoval Šiška, oblečenega v vojaška oblačila s puško tipa Kalašnikov v rokah, ki poziva ljudi, naj se udeležijo volitev (in medtem z orožjem maha zraku). Šiško je objavil tudi satirični video, ki je šaljivo prikazoval Šiška na zborovanju več posameznikov (blečenih v črne uniforme in zamaskiranih z balaklavami) na prostem in z naborom različnih vrst orožja (vključno z več vrstami na videz strelnega orožja (domnevno replik) in več vrst hladnega orožja, vključno z nožem z nazobčanim zadnjim robom, sekirami, motornimi žagami, krampom, motiko in koso) in izvedbo zaigrane aretacije nasilnih priseljencev (medtem ko v ozadju predvaja njihova satirična priredba narodnozabavnih skladb z vokali, ki oponašajo zvoke strojnice (v videoposnetku so tudi prizori udeležencev med snemanjem glasbe v studiu)).

### Nadaljnja dejavnost in odzivi
Policija je večkrat obiskala "treninge" Štajerske varde, vendar njihove dejavnosti po obstoječi zakonodaji niso bile kaznive kot take.
Septembra 2019 je varda za nadzor slovenske južne meje uporabljala letalo Cessna 172.
Novembra 2019 je policijska patrulja, ki je nadzirala nezakonita prečkanja meje, naletela na skupino 41 na prvi pogled oboroženih vardistov in zasegla 7 kosov domnevnega strelnega orožja. Srečanje je sledilo vrsti pritožb lokalnih prebivalcev glede prisotnosti zamaskiranih vardistov ob meji. Šiško je v odgovoru na incident izjavil, da vardisti trenirajo z replikami »ker ko bo napočil čas, da bomo znali tudi s pravim orožjem ravnati«.
9. decembra 2019 je policija med patruljiranjem meje na območju Ilirske Bistrice naletela na 23 vardistov in zasegla dve pištoli, teleskopsko palico, elektrošočno orožje in par nunčukov. K pripadnikom varde so pristopili pripadniki posebne policijske enote z dolgocevnim orožjem in brzostrelkami. Po besedah organizatorjev se tisti vikend na območju med Hrušico in Jelšami nahajalo 67 vardistov iz vseh petih vard. Vardistom so se pridružili tudi novinarji. Šiško je izrazil obžalovanje, da vardisti s policijo ne morejo sodelovati.
Decembra 2019 je policijski helikopter med nadzorom meje opazil dve vozili in pet oseb, od katerih sta bili dve zamaskirani. Zaradi sumljivih okoliščin je vozili izsledila policijska patrulja. Policista sta postopek ocenila kot nevaren, zato sta do vozil pristopila z izvlečenim orožjem. Policija je ugotovila, da je šlo za pripadnike Štajerske varde in novinarsko ekipo nemške televizije ZDF, ki je o vardi snemala prispevek. Šiško je policijo obtožil, da so se z orožjem spravili nad nemške novinarje.
Avgusta 2020 je Štajersko vardo med urjenjem obiskal novinar Dela Novica Mihajlović. Prispevek je časopis nato objavil kot naslovno novico. Nekateri so poročanje smatrali za reklamiranje varde. Prispevek je v uredniški kolumni v odzivu na kritike zagovarjal odgovorni urednik Dela Uroš Urbas.
O vardi je bila leta 2020 posneta dokumentarna TV serija.
Do septembra 2020 naj bi varde zaradi nezadovoljstva članov izgubila že tretjino članov.
Aktivnosti in dogajanje v Ormožu
Februarja 2020 so vardisti nadlegovali lastnika turističnega kampa, ki so ga obtožili, da nudi zatočišče migrantom in rekli, da ga imajo pod opazovanjem. Po Ormožu so se pojavili tudi grafiti z napisom "slovenska varda", vardisti pa naj bi po navedbah domačina prav tako nadlegovali tuje turiste in od tujcev terjali osebne izkaznice. Zaradi incidenta v turističnem kampu so mestni svetniki občine Ormož julija 2020 prepovedali delovanje varde in podobnih paravojaških formacij na območju občine. Štajerska varda je v odzivu na sklep sporočila, da bo kljub nasprotovanju občine tam med poletjem priredila tabor in nanj povabila tudi občinske svetnike. Po sprejetju sklepa naj bi vardisti tudi nadlegovali mestne svetnike, predvsem na družbenih omrežjih, rekoč da skrivajo ilegalne migrante. Avgusta je Štajerska varda proti članom Ormoške svetniške skupine Lista gradimo prihodnost skupaj, ki je vložila predlog za prepoved delovanje varde v občini, vložila kazensko ovadbo; svetnikom so v vardi očitali zlorabo uradnega položaja in uradnih pravic, spodbujanja sovraštva in obrekovanja.
Obisk varde v predsedniški palači
Februarja 2020 je ob dnevu odprtih vrat predsedniške palače predsednika Boruta Pahorja obiskalo okoli 20 oz. 30 uniformiranih pripadnikov Štajerske varde. Za prepoved vstopa vardistov ni bilo pravne podlage, zato jim vstopa ni bilo mogoče preprečiti. Pahor je dejal, da je glede varde »zaskrbljen« in vardo označil za »absolutno nesprejemljivo«. Pahor je na podlagi dogodka kasneje (julija istega leta) poslance pozval k zakonski omejitvi delovanja vard.
Izjave kandidata za obrambnega ministra Tonina o vardah
Marca 2020 je kandidat za obrambnega ministra Matej Tonin med zaslišanjem dejal, da razmišlja o možnosti poziva prostovoljcev, da se pridružijo vojski pri patruliranju meje v primeru, ko bi za ta namen primanjkovalo policistov in vojakov: »Poudarjam, trenutno je to le ideja, ki pa bi ob hudi kadrovski stiski lahko bila hitra in začasna rešitev težav. Seveda bi za to morali poiskati tudi ustrezno zakonsko podlago. Zakaj tako razmišljam? Če se v nekih vardah združuje več sto pripadnikov in so ti pripadniki pripravljeni patruljirati po južni slovenski meji, potem ne vidim razloga, zakaj te posameznike ne bi vključili ob primerni usposobljenosti, ob varnostnem preverjanju v uradne strukture Slovenske vojske. In zato govorim o prostovoljnem vpoklicu tistih, ki so bili v preteklosti na različne načine usposobljeni, da lahko pomagajo Slovenski vojski, kot sem dejal, pri manj zahtevnih nalogah.« Toninova izjava je v javnosti povzročila razburjenje, saj so nekateri smatrali, da želi Tonin v vojsko vključiti varde. Tonin kasneje pojasnil, da »tako imenovane Štajerske varde ne bomo vključevali v Slovensko vojsko« in takšno interpretacijo njegove predhodne izjave označil za "lažne novice".
Aktivnosti vard v Slovenski Bistrici
Maja 2020 je policijska patrulja obiskala približno 50 uniformiranih vardistov (pripadnikov Štajerske in Kranjske varde) na zasebni parceli na območju Slovenske Bistrice. Skupina vardistov se je nato odpravila na lokalno policijsko postajo, kjer je od policijskega poveljnika terjala pojasnila o ukrepanju policije in dogajanje v živo prenašala na Facebooku. Dejanja vardistov je obsodil obrambni minister Matej Tonin in notranji minister Aleš Hojs, ki je direktorja policije pozval, naj o incidentu pripravi pojasnilo v obliki odzivnega poročila. Vardisti so se kasneje želeli udeležiti tudi seje občinskega sveta v Slovenski Bistrici, ki je obsodil incident vardistov na tamkajšji policijski postaji.
Ukrepanje državnega zbora
Zaradi obmejnih incidentov z vardisti je vlada konec novembra leta 2019 predlagala zakonske spremembe, ki bi policiji omogočile lažje omejevanje dejavnosti vardistov. Spremembe bi določile globe za nošenje replik orožja in nošenje maskirnih oblačil ali uniform z namenom oponašanja policijskega ali vojaškega osebja, ali kakršno koli vedenje, ki bi posnemalo policijo z namenom patruljiranja meje ali oviranja policijske mejne kontrole.
Septembra 2020 je odbor DZ za notranje zadeve, javno upravo in lokalno samoupravo obravnaval predlog o dopolnitvi dveh zakonov, s katerim bi zamejili aktivnosti vard. Obravnave so se poskusili udeležiti tudi uniformirani vardisti, ki jim vstop v palačo DZ ni bil dovoljen, dokler se niso preoblekli v primerna civilna oblačila. Eden od vardistov je tako naposled vstopil v DZ; razprave se ni mogel udeležiti, jo je pa lahko spremljal v živo. Dva uniformirana vardista sta se pred DZ pojavila že teden poprej ob obravnavi istih predlogov zakonskih sprememb.
Septembra 2020 je državni zbor z 48 glasovi za in 1 proti dopolnil zakon o varstvu javnega reda in miru in zakona o nadzoru državne meje, ki so ga v opozicijskih strankah SD, LMŠ in SAB pripravili z namenom omejitve delovanja vardističnih paravojaških enot. Spremembe zakona o nadzoru državne meje so tako prepovedale nadzorovanje državne meje, ki bi bilo podobno policijskim nalogam, in pa oviranje policije pri nadzoru državne meje in spodbujanje ali organiziranje varovanja državne meje. Spremembe zakona o varstvu javnega reda in miru so po novem prepovedovale vzbujanje videza uradnih ali vojaških oseb z nošenjem in razkazovanjem orožja ter nošenjem maskirnih oblačil in obutve. Do zakonskih sprememb je bila kritična stranka Levica, saj da bi lahko zaradi nejasnosti omogočale preganjanje aktivizma ob meji. Zmago Jelinčič je pred glasovanjem državni zbor nagovoril oblečen v vojaško kamuflažno uniformo in se izrekel proti zakonu in v prid pravici do civilnega nošenja vojaških uniform ter obstoju prostovoljnih paravojaških formacij, s katerimi bi morali državni varnostni organi po Jelinčičevem mnenju sodelovati.
Ukrepi v ostalih občinah
Oktobra leta 2020 je ljubljanski Mestni svet sprejel sklep, ki je izražal nasprotovanje prisotnosti Štajerske varde in podobnih paravojaških skupin v občini.
Avgusta 2020 so župan, podžupan in občinski svet Slovenskih Konjic izrazili nedobrodošlost Štajerske varde ali drugih paravojaških skupin v občini. Štajerska varda naj bi na območju občine želela pripraviti tabor.